# 阿部喜元
阿部 喜元（あべ きげん、1923年（大正12年）12月25日 - 1998年（平成10年）4月4日）は、昭和期の政治家、議員秘書。衆議院議員（2期）。

## 経歴
愛媛県西宇和郡出身。1949年（昭和24年）早稲田大学政治経済学部政治科を卒業した。
参議院議員・林屋亀次郎の秘書となり、第4次吉田内閣に林屋が国務大臣として入閣するとその秘書官を務めた。
1958年（昭和33年）5月の第28回衆議院議員総選挙に愛媛県第3区から立候補したが落選。第29回、第30回総選挙でも落選したが、1967年（昭和42年）1月の第31回総選挙に立候補して初当選。第32回総選挙では次点で落選し、1972年（昭和47年）12月の第33回総選挙で再選され、衆議院議員に通算2期在任した。この間、第2次田中角栄内閣行政管理政務次官、三木改造内閣運輸政務次官、鉄道建設審議会委員、自由民主党四国開発副委員長、同党広報教宣局次長、同党愛媛県連顧問などを務めた。その後、第34回、第37回総選挙に立候補したがいずれも落選した。
のちに愛媛放送（現テレビ愛媛）取締役を務めた。
1998年（平成10年）4月4日、急性心不全のため東京都世田谷区の自宅で死去した。74歳没。同月28日、特旨を以て位記を追賜され、死没日付をもって従四位勲三等に叙され、旭日中綬章を追贈された。